# Adam & Eve (compañía)
Adam & Eve es un conglomerado estadounidense dedicado al negocio de la industria pornográfica, que involucra la producción y distribución tanto de películas de cine porno, como juguetes sexuales, preservativos y lencería (femenina), además de financiar organizaciones sin ánimo de lucro. En 2006, Reuters lo describió como uno de los pocos estudios que dominan la industria del porno estadounidense. La compañía es el mayor distribuidor de comercio electrónico de condones y artículos eróticos en Estados Unidos. Su cofundador Phil Harvey fue llamado como una "de las figuras más influyentes de la industria del sexo hoy por hoy".

## Orígenes
Fue fundada en 1970 por el médico Tim Black y Phil Harvey. Comenzó como una pequeña tienda en una de las calles principales de la localidad de Chapel Hill, en Carolina del Norte, donde vendían condones y lubricantes. Pronto se convirtió en un catálogo de pedidos por correo que vendía anticonceptivos a través de canales no médicos.
Harvey, que acababa de regresar de la India como parte del programa de alimentación preescolar CARE, llegó a la conclusión de que la mala planificación familiar era la fuente de muchos problemas sociales. Mientras eran todavía estudiantes de la Escuela de Salud Pública de la Universidad de Carolina del Norte, Harvey y Mueller concibieron el proyecto de la empresa para financiar una organización sin fines de lucro con la esperanza de utilizar las ganancias en la inversión de programas de planificación familiar en países en desarrollo. Con una beca de la Fundación Ford, los dos hombres idearon un plan para usar el mercadeo social en los Estados Unidos. Con el consentimiento de su universidad, comenzaron a escribir un ingenioso texto de anuncio ("¿Qué la conseguirás esta Navidad, embarazada?") y repartiendo condones a través del correo publicitario.
Tras publicarse anuncios en 300 de los periódicos universitarios más grandes de Estados Unidos, los pedidos comenzaron y no se detuvieron. Aunque la venta de condones por correo era una violación de la Ley Comstock (que no fue anulada en su totalidad hasta 1972), Harvey y Mueller sabían que la ley rara vez se aplicaba. El éxito se produjo, y los hombres comenzaron a ver una ganancia potencial.

## Filantropía
Con el negocio generando ingresos más que suficientes para cubrir los costes, los socios se preguntaron si el negocio de los condones podría generar suficientes ganancias para financiar proyectos de mercadeo social en el extranjero. De ser así, tendrían la capacidad de evitar a los donantes convencionales y funcionar con total autonomía. Con eso, los hombres lanzaron Population Services International (PSI) y, para 1975, estaban realizando programas de mercadeo de condones en Bangladés y Kenia. Aunque Harvey dejó su puesto como director a fines de la década de 1970, PSI aún vende productos de control de natalidad y salud en más de 60 países y es prominente en la planificación familiar internacional.
A fines de la década de 1970, Harvey se enfocó más en dirigir Adam & Eve, pero en 1989 lanzó DKT International (DKT), una organización que promovía la planificación familiar y la prevención del VIH en África, Asia y América Latina. Gran parte de los ingresos de DKT procedían de ventas de anticonceptivos de bajo costo, pero Adam & Eve también donó más del 25% de sus ganancias a esta empresa. Si bien los programas más grandes de DKT obtenían fondos de agencias gubernamentales y fundaciones, su financiamiento privado le permitía ser un participante más innovador y ágil en su disciplina. Las estrategias de marketing social de DKT incluían la publicidad, la creación de marcas específicas para cada ubicación, el trabajo con redes sociales locales y la orientación a grupos de alto riesgo.

## Expansión de la compañía
Junto con la marca de juguetes eróticos de Adam & Eve, lleva también una amplia variedad de artículos para hombres, mujeres y parejas. En 2004, comenzó a franquiciar sus tiendas en los Estados Unidos. En 2009, la compañía donó fondos a la Free Speech Coalition. En su parcela como productora de cine pornográfica tuvo a estrellas del sector firmadas en exclusiva: tales como Juli Ashton, Mari Possa, Austyn Moore, Carmen Luvana, Ava Rose, Sophia Lynn, Bree Olson, Kayden Kross, Alexis Ford y Teagan Presley. En 2019, Adam & Eve adquirió el grupo Excite, minorista en línea para adultos más grande de Australia.